# Podoces pleskei
Podoces pleskei là một loài chim trong họ Corvidae.